# The Woman in Me
The Woman in Me é o segundo álbum de estúdio da cantora canadense Shania Twain e seu primeiro com a maioria das músicas co-escritas por ela. Lançada em 7 de fevereiro de 1995, ele se tornou sua gravação mais vendida no momento de seu lançamento, vendendo 4 milhões de cópias até o final do ano, e foi certificado com 12× Platina pela RIAA em 1 de dezembro de 2000, representando 12 milhões de cópias vendidas nos Estados Unidos e 20 milhões de cópias vendidas em todo o mundo. Ficando em 8º lugar na lista da CMT dos 40 Melhores Álbuns de Música Country em 2006.

## Antecedentes
Em 1993, Shania Twain estava promovendo seu álbum de estréia cantando em shows locais nos Estados Unidos com pouco mais que um CD de
faixa de apoio. Embora o álbum em si não tenha apresentado bom desempenho nas paradas, atraiu a atenção do produtor de rock Robert John "Mutt" Lange, e os dois começaram a ter conversas telefônicas interurbanas entre si. Eles uniram ao amor de Twain pela música rock e ao amor de Lange pela música country americana. Depois de se encontrar com ele no CMA Music Festival/Fan Fair em junho de 1993, eles começaram a trocar idéias de músicas entre si e começaram a compor músicas juntos. Durante esse tempo, eles desenvolveram um romance que culminou em seu casamento em 28 de dezembro de 1993.
Foi nessa época que Twain foi pressionado por sua gravadora para retornar ao estúdio para começar a montar seu segundo álbum. Twain admitiu em seu livro "From This Moment On" que apesar de inicialmente relutar em fazê-lo, ela disse a Luke Lewis que havia co-escrito algumas músicas com Lange, e ele concordou em deixá-la gravar algumas demos para seu álbum, mesmo embora ele temesse que Twain se desviasse muito do som de Nashville. Twain e Lange continuaram suas composições após o casamento e no início de 1994, construíram uma demo produzida por Lange de algumas de suas canções, que foi tocada para os executivos de gravação pela primeira vez no Morin Heights Studio. Embora alguns executivos estivessem preocupados por causa do som "menos country" era diferente da estréia de Twain.

## Faixas
Todas as faixas escritas e compostas por Shania Twain e Robert John "Mutt" Lange, exceto onde indicado. 
| Edição Padrão  |                                                  |         |  |
| N.º            | Título                                           | Duração |  |
| 1.             | "Home Ain't Where His Heart Is (Anymore)"        | 4:12    |  |
| 2.             | "Any Man of Mine"                                | 4:06    |  |
| 3.             | "Whose Bed Have Your Boots Been Under?"          | 4:25    |  |
| 4.             | "(If You're Not in It for Love) I'm Outta Here!" | 4:30    |  |
| 5.             | "The Woman in Me (Needs the Man in You)"         | 4:50    |  |
| 6.             | "Is There Life After Love?"                      | 4:39    |  |
| 7.             | "If It Don't Take Two"                           | 3:40    |  |
| 8.             | "You Win My Love" (Lange)                        | 4:26    |  |
| 9.             | "Raining on Our Love"                            | 4:38    |  |
| 10.            | "Leaving Is the Only Way Out" (Twain)            | 4:07    |  |
| 11.            | "No One Needs to Know"                           | 3:04    |  |
| 12.            | "God Bless the Child"                            | 1:30    |  |
| Duração total: | Duração total:                                   | 48:08   |  |

| Faixas bônus de edição de reedições européias (também lançadas na Austrália e em Taiwan) | |         |  |
| N.º                                                                                      | Título | Duração |  |
| 13.                                                                                      | "You Win My Love" (edição remix)                                                                              | 3:54    |  |
| 14.                                                                                      | "Home Ain't Where His Heart Is (Anymore)"/"The Woman in Me"/"You've Got a Way" (medley; live & direct TV mix) | 7:25    |  |
| 15.                                                                                      | "(If You're Not In It For Love) I'm Outta Here!" (remix)                                                      | 4:21    |  |
| 16.                                                                                      | "God Bless the Child" (videoclipe)                                                                            | 3:48    |  |

| Faixa bônus de edição de colecionador da Austrália |                                                                          |         |  |
| N.º                                                | Título                                                                   | Duração |  |
| 1.                                                 | "I'm Outta Here!" (Mutt Lange mix)                                       | 4:21    |  |
| 2.                                                 | "I'm Outta Here!" (dance mix)                                            | 4:39    |  |
| 3.                                                 | "You Win My Love" (Mutt Mix)                                             | 3:54    |  |
| 4.                                                 | "God Bless the Child" (versão padrão)                                    | 3:52    |  |
| 5.                                                 | "The Woman in Me (Needs the Man in You)" (versão acústica internacional) | 4:40    |  |

## Equipe e produção
Conforme listado nas notas do encadernador.
- Sam Bush - bandolim
- Larry Byrom - guitarra acústica, elétrica guitarra rítmica
- Billy Crain - slide guitar
- Glen Duncan - violino
- Dann Huff - baixo tic tac, guitarra, guitarra elétrica, slide guitar, texturas de guitarra, wa-wa guitarra, jangle guitarra, palmas
- Paul Franklin - pedal steel guitar , Pedabro
- Rob Hajacos - violino
- John Hughey - pedal steel guitar
- David Hungate - baixo, baixo fretless, contrabaixo
- John Barlow Jarvis - piano, piano elétrico Wurlitzer
- Nick Keca - palmas
- Robert John "Mutt" Lange - vocais de fundo, palmas
- Paul Leim - bateria, percussão , pandeiro, agitador
- Brent Mason - guitarra, guitarra eletrica, guitarra baixo de seis cordas
- Terry McMillan - percussão, cowbell, gaita , harpa
- Hargus "Pig" Robbins - piano
- Brent Rowan - texturas de guitarra elétrica
- Joe Spivey - violino
- Shania Twain - vocal principal, vocais de fundo, palmas
- Robert John "Mutt" Lange - produtor
- Engenheiro na Sound Stage Studios - Ron "Snake" Reynolds
- Engenheiro assistente - Craig White
- Overdubs gravados no Battery Studios, Javelina Recording Studios e Recording Arts, Nashville
- Engenheiro da Battery Studios - Lee Groitzsch
- Engenheiro na Javelina Studios - Warren Peterson e Lee Groitzsch, Robert Charles
- Engenheiros da Recording Arts - Brian Tankersly, Wayne Morgan
- Vocais e overdubs adicionais gravados na ARP Track Productions, em Sainte Anne Des Lacs, Quebec, Canadá
- Engenheiro - Nik Keca
- Mixado no Le Studio por Lynn Peterzell e Simon Pressey

Todas as cordas executadas pela Nashville String Machine, organizadas por Ronn Huff e contratadas por Carl Gorodetzky.

## Desemepenho nas tabelas musicais
| Chart (1995–2000)                     | Maior posição |
| ------------------------------------- | ------------- |
| Austrália (ARIA)                      | 17            |
| Canadá (The Record)                   | 7             |
| Canadá (RPM)                          | 1             |
| Escócia (Official Scottish Albums)    | 3             |
| Estados Unidos (Billboard 200)        | 5             |
| Estados Unidos (Top Country Albums)   | 1             |
| Estados Unidos (Top Catalog Albums)   | 1             |
| Países Baixos (Dutch Charts)          | 46            |
| Europa (Billboard European Albums)    | 35            |
| Irlanda (IRMA)                        | 60            |
| Noruega (VG-lista)                    | 5             |
| Nova Zelândia (RMNZ)                  | 38            |
| Reino Unido (UK Albums Chart)         | 7             |
| Reino Unido (UK Country Albums Chart) | 1             |

| Chart (1995)                                  | Posição |
| --------------------------------------------- | ------- |
| Canadá (RPM)                                  | 8       |
| Canadá (RPM Country Albums)                   | 2       |
| Estados Unidos (Billboard 200)                | 19      |
| Estados Unidos (Billboard Top Country Albums) | 2       |
| Chart (1996)                                  | Posição |
| Canadá (RPM)                                  | 24      |
| Canadá (RPM Country Albums)                   | 1       |
| Estados Unidos (Billboard 200)                | 6       |
| Estados Unidos (Billboard Top Country Albums) | 1       |
| Chart (1997)                                  | Posição |
| Austrália (ARIA)                              | 60      |
| Canadá (RPM Country Albums)                   | 6       |
| Estados Unidos (Billboard 200)                | 147     |
| Estados Unidos (Billboard Top Country Albums) | 19      |
| Estados Unidos (Billboard Top Catalog Albums) | 29      |
| Chart (1998)                                  | Posição |
| Estados Unidos (Billboard Top Catalog Albums) | 9       |
| Estados Unidos (Billboard Top Country Albums) | 1       |
| Chart (1999)                                  | Posição |
| Estados Unidos (Billboard Top Catalog Albums) | 4       |
| Chart (2000)                                  | Posição |
| Reino Unido (OCC)                             | 56      |

| Chart (1990–99)                | Posição |
| ------------------------------ | ------- |
| Estados Unidos (Billboard 200) | 38      |

| Chart                                         | Posição |
| --------------------------------------------- | ------- |
| Estados Unidos (Billboard Top Country Albums) | 9       |

## Vendas e certificações
| Região                                                                                             | Certificação | Vendas     |
| -------------------------------------------------------------------------------------------------- | ------------ | ---------- |
| Austrália (ARIA)                                                                                   | 3× Platina   | 210,000^   |
| Canadá (Music Canada)                                                                              | 2× Platina   | 2,000,000^ |
| Estados Unidos (RIAA)                                                                              | Diamante     | 7,654,000  |
| Reino Unido (BPI)                                                                                  | Platina      | 367,396    |
| *números de vendas baseados somente na certificação ^distribuições baseadas apenas na certificação |              |            |

## Prêmios
- Canadian Country Music Awards Association (CCMA's): Álbum do Ano (1995)
- Academy of Country Music Awards (ACMA): o Álbum do Ano (1996)
- Billboard Music Awards: Álbum Country do Ano (1996)
- Pick Golden Awards: álbum favorito (1996)
- Grammy: Melhor Álbum Country (1996)
- Rádio e "Comércio Poll Magazine Records: Melhor Álbum Country (1996)
- RPM's Country Music Awards Big - (Canadá): Álbum do Ano (1996)
- Canadian Country Music Association Awards (CCMA): o Special Achievement Award (álbum mais vendido Top por um artista country feminino ever) (1997)
- Canadian Country Music Awards Association (CCMA): o Top Selling Album (1997)
- CMT's 40 melhores álbuns de Country Music # 8 em 2006, o posto mais alto por uma mulher na lista.

## Histórico de lançamento
| Região                 | Data                    | Formato                            | Gravadora              |
| ---------------------- | ----------------------- | ---------------------------------- | ---------------------- |
| Estados Unidos, Canadá | 7 de fevereiro de 1995  | CD, cassete                        | Mercury Nashville      |
| Austrália              | 20 de fevereiro de 1995 | Universal Music, Mercury Nashville |                        |
| Austrália              | 1997                    | Universal Music, Mercury Nashville | Edição de Colecionador |
| Reino Unido, Europa    | Maio de 2000            | CD Re-lançamento                   | Mercury Nashville      |
| Estados Unidos         | 14 de outubro de 2016   | vinil                              | Mercury Nashville      |